# 怪獸與牠們的產地 (電影)
《怪獸與牠們的產地》（英語：Fantastic Beasts and Where to Find Them）是一部於2016年上映的奇幻電影，由大衛·葉茨執導，改編自J·K·羅琳創作的同名2001年書籍，該片亦是她的編劇首作。該片為《哈利波特》系列電影的衍生及前傳的首部電影，同時也是整個「魔法世界」的第九部作品。《怪獸與牠們的產地》由艾迪·瑞德曼、凱薩琳·華特斯頓、丹·富勒、艾莉森·蘇朵、伊薩·米勒、莎曼珊·莫頓、強·沃特、卡門·艾喬格與柯林·法洛等人主演，劇情設於1926年的美國紐約，講述主角紐特·斯卡曼德創作《怪獸與牠們的產地》這本書背後的冒險經歷。
將原著搬上大銀幕是製片人萊諾·威格拉姆的點子。製片計畫於2013年9月首次公布。《怪獸與牠們的產地》的主體拍攝於2015年8月在華納兄弟利維斯登工作室開始進行，並於2016年1月殺青。電影於2016年11月18日在美國紐約市的愛麗絲利音樂廳進行首映，並於2016年11月18日在美國的3D、IMAX 4K Laser及其他大型影院上映。電影於全球總計賺得8億1千1百萬美元，使其成為2016年最賣座的電影第八位，及最高銷量的電影專營權第八位。該片獲得英國電影和電視藝術學院的五項提名，得到「最佳藝術指導獎」。此外，《怪獸與牠們的產地》還赢得第89屆奧斯卡金像獎最佳服裝設計獎，並入圍了最佳藝術指導獎。

## 劇情
在1926年的紐約，英國巫師兼奇獸飼育學家紐特·斯卡曼德帶著一只斑駁的皮箱乘船來到紐約市。下船後，他遇到一個沒有魔法的「麻瓜」（Muggle）瑪莉·盧·巴波（Mary Lou Barebone）。她是新塞勒姆慈善協會（New Salem Philanthropic Society）的領導人，主張巫師和女巫真實存在且會給社會帶來危害。當紐特聽著她說話時，一隻玻璃獸（喜歡閃亮的東西）從他的神奇皮箱逃出來。當紐特試圖捕捉牠的時候，他遇到一個罐頭廠工人雅各·科沃斯基（Jacob Kowalski）。雅各是個有抱負的麵包師，但因為缺乏擔保品而無法向銀行貸得開設烘焙坊所需的資金。
被撤職的正氣師（黑巫師獵人）波本蒂娜·金坦（Porpentina Goldstein）此時以縱放奇獸違反保密條款的罪名逮捕了紐特，並帶他到美國魔法國會（Magical Congress of the United States of America，簡寫為MACUSA）的總部。然而她打開皮箱卻發現紐特與雅各意外互換皮箱，箱裡只裝滿了烘焙食品，美國魔法國會首長瑟拉菲娜·皮奎里（Seraphina Picquery）與魔法安全主任波西瓦·葛雷夫（Percival Graves）撤銷案件，於是紐特獲釋。在雅各的公寓中，更多奇獸從紐特的神奇皮箱逃了出來，雅各被海葵鼠咬傷中毒，其後公寓發生爆炸。
在紐特和蒂娜找到雅各和他的皮箱後，蒂娜帶他們來到她的公寓，並介紹給與她同住且懂讀心術的的妹妹奎妮·金坦讓他們認識。奎妮和雅各互相吸引著，但在美國巫師是被禁止與「麻瓜」往來甚至是結婚的。紐特帶雅各進入他的神奇皮箱，裡面住著許多魔法世界的奇獸。雅各在裡面發現一種黑暗且具破壞性的魔物——「闇黑怨靈」（Obscurus），他們是從擁有魔力卻因遭迫害而被迫壓抑力量的兒童所生。紐特曾在一個死去女孩身上把闇黑怨靈提取出來，那些受影響的小孩很少活過十歲。紐特說服雅各幫助搜索走失的奇獸，在重新捕獲兩隻逃脫奇獸後，他們重新進入皮箱，但蒂娜把皮箱帶到MACUSA職員把他們拘捕，他們相信紐特的生物是殺害議員小亨利·蕭（Henry Shaw Jr.）的元凶，他們決定摧毀紐特的皮箱，並清除雅各最近的記憶。葛雷夫指控紐特跟臭名昭著的黑暗巫師蓋瑞·葛林戴華德合謀共犯，紐特和蒂娜被判處死刑，但奎妮和雅各去營救他們，使他們成功逃脫。四人從地精黑幫加納克收到提示後亦捕獲最後一隻奇獸。
此時，葛雷夫接近瑪莉的養子魁登斯·巴波（Credence Barebone）。作為交換條件，波西瓦承諾從會虐待自己養子女的瑪莉手中把魁登斯解救出來，並指示魁登斯為他找到一個可能是闇黑怨靈宿主的孩子，他認為闇黑怨靈是導致城中神秘破壞性事件的原因。魁登斯在他的義妹莫蒂絲提（Modesty）的床下發現一根魔杖，瑪莉認為那是魁登斯的，但莫蒂絲提稱這是她的。正當他即將受罰時，闇黑怨靈被釋放出來，殺死魁登斯和莫蒂絲提以外的所有人。葛雷夫來到並告訴魁登斯他是個爆竹，拒絕教他魔法。魁登斯隨即透露自己是闇黑怨靈的宿主。因應他的魔法的強度，他的壽命比其他任何宿主還要長。在盛怒中，他釋放了闇黑怨靈，襲擊城市。
經過一番混亂，紐特發現魁登斯躲藏在紐約地鐵隧道裡，但遭到葛雷夫的攻擊。認識魁登斯的蒂娜來到並試圖讓他平靜下來，葛雷夫則試圖說服魁登斯與自己合作。當魁登斯開始恢復為人的形態，瑟拉菲娜·皮奎里和正氣師們抵達現場施法消滅了魁登斯，但紐特留意到有一小縷闇黑怨靈逃跑了。葛雷夫承認自己故意釋放闇黑怨靈來讓魔法世界暴露給麻瓜世界，並憤怒地指MACUSA保護麻瓜而漠視巫師們的利益。他向正氣師發動攻擊，但被紐特的奇獸之一制服。葛雷夫被揭偽裝，真身原來是蓋瑞·葛林戴華德。MACUSA正氣師隨即將之拘捕。
MACUSA擔心他們的魔法世界已經在麻瓜世界中曝光，但紐特放出他的雷鳥把遺忘劑（惡閃鴉毒液）作為雨水分散在城中每個角落，以刪除紐約市人們最近的記憶，同時MACUSA巫師們也將闇黑怨靈造成的一切破壞修復。為了保護魔法世界，身為麻瓜的雅各也必須要消除記憶不能有例外，於是奎妮臨別時親吻雅各，目睹愛人走入雨中。紐特啟程回國，但承諾一旦他完成了他的鉅著便會再次拜訪蒂娜；他還匿名送給雅各一箱銀蛋殼作為銀行擔保品，好讓雅各實現開設一間烘焙坊的夢想。雅各的烘焙坊如願開張後天天門庭若市，麵包和糕點更是在不知不覺間從奇獸中獲得靈感。有一天，奎妮來到雅各的店裡，他看著她的面容，露出了微笑。

## 角色

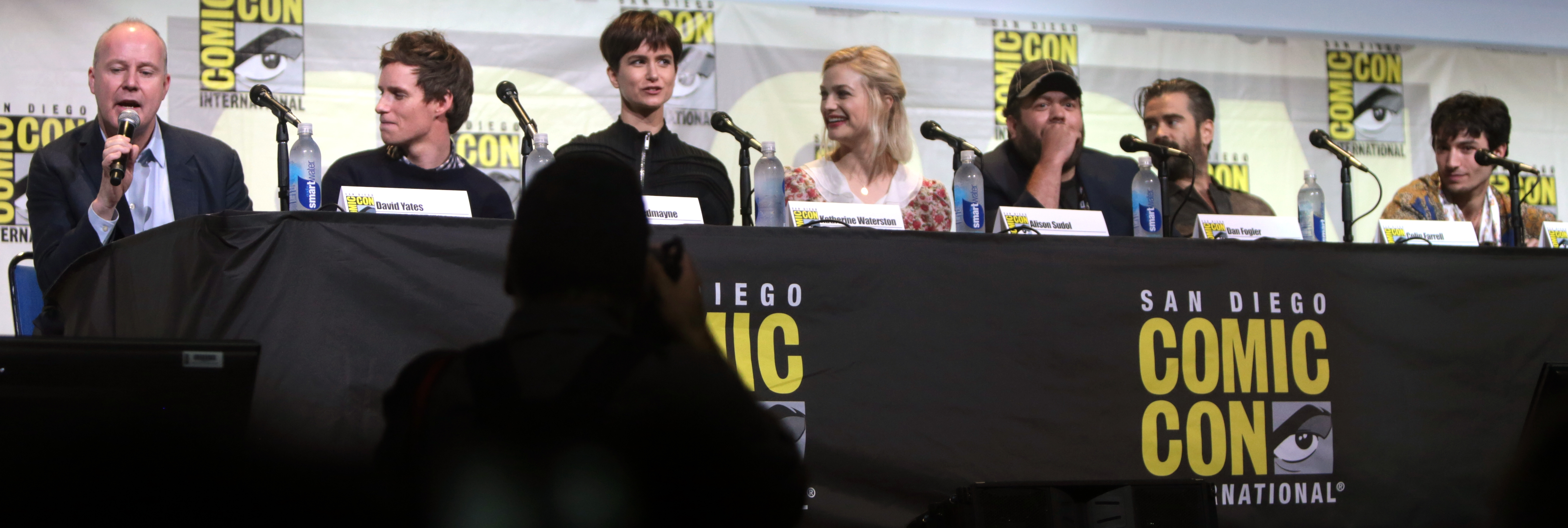
《怪獸與牠們的產地》的劇組成員出席於2016年聖地牙哥國際漫畫展（由左至右）：導演葉慈；演員瑞德曼、華特斯頓、蘇朵、富勒、法洛與米勒。

### 主要人物
| 演員                                | 角色                                  | 介紹 | 備註 |
| 艾迪·瑞德曼 Eddie Redmayne          | 紐特·斯卡曼德 Newt Scamander          | 來自英國的魔法動物學家與《怪獸與牠們的產地》作者，四處遊歷、研究古怪的魔法生物。 | 2015年6月，瑞德曼於《巫師世界的超群雜誌》中為電影主角紐特·斯卡曼德試鏡。為了飾演斯卡曼德，瑞德曼還特地拜訪了動物學家、追蹤動物的專家及動物園的動物飼養員。在瑞德曼簽約飾演斯卡曼德前，劇組也曾考慮過麥特·史密斯與尼可拉斯·霍特。 |
| 凱薩琳·華特斯頓 Katherine Waterston | 波本蒂娜·「蒂娜」·金坦 Tina Goldstein | 美國魔法國會前正氣師，但因曾使用過未經許可的魔法，被降階到「魔杖許可處」工作。 在結局中因纽特的幫助而復職。                                                                                              | 華特斯頓於2015年6月加盟劇組。 |
| 丹·富勒 Dan Fogler                  | 雅各·科沃斯基 Jacob Kowalski          | 罐頭工廠工人，一心想經營一間烘焙店。他在遇見紐特後，認識了魔法世界，是少數不對魔法感到厭惡的麻瓜。在結局中，雖然不得不消除對魔法世界的記憶，但是因纽特贈送的禮物而得償所願，開一間以奇獸為主题的烘焙店。 | 2015年7月，富勒簽約飾演雅各。富勒形容該角為「悲傷的小丑，他要演出所有的鬧劇」，並稱「這真的是我想演的角色」。J·K·羅琳表示，該角「讓她想起了榮恩·衛斯理，一個人見人愛的傢伙」:29。                                                |
| 艾莉森·蘇朵 Alison Sudol            | 奎妮·金坦 Queenie Goldstein           | 蒂娜的妹妹兼室友，是一名「破心者」，可以讀取他人的心思，喜欢雅各。 | 2015年6月，蘇朵簽約飾演該角。該片同時也是蘇朵的電影處女作。 |
| 卡門·艾喬格 Carmen Ejogo            | 瑟拉菲娜·皮奎里 Seraphina Picquery    | 美國魔法國會主席，致力保護美國巫師世界的隱密。 | 導演大衛·葉慈形容該角「有點像是魔法世界的總統」。艾喬格形容皮奎里「是個道地的政客」，所以「很容易被誤解」。J·K·羅琳在創作《哈利波特》的筆記時就創造了「皮奎里」這個名字。                                                        |
| 柯林·法洛 Colin Farrell             | 波西瓦·葛雷夫 Percival Graves         | 美國魔法安全部部長，強大的正氣師，是皮奎里首長的左右手。 | 法洛於2015年5月簽約參演。導演大衛·葉慈認為該角「有點像是聯邦調查局（FBI）的局長」。 |
| 莎曼珊·莫頓 Samantha Morton         | 瑪莉·盧·巴波 Mary Lou Barebone        | 狂熱組織「新賽倫復興會」（或稱賽倫第二）領導人，試圖揭發並摧毀巫師與女巫們。疑似知道魁登斯的生母是女巫。                                                                                                 | 莫頓於8月加盟劇組。導演大衛·葉慈形容該角「是個福音派角色，也是個極端主義者」。 |
| 伊薩·米勒 Ezra Miller               | 魁登斯·巴波 Credence Barebone         | 瑪莉·盧的養子，罕见能長大成人的「闇黑宿主」。 | 米勒於2015年6月加入主演行列。 |
| 詹·穆瑞 Jenn Murray                 | 雀斯蒂·巴波 Chastity Barebone         | 瑪莉·盧年紀最大的養女。 | 穆瑞於2015年8月簽約飾演雀斯蒂 |
| 菲絲·伍德-巴洛夫 Faith Wood-Blagrove    | 莫蒂絲提·巴波 Modesty Barebone        | 瑪莉·盧年紀最小的養女。 | 巴洛夫在參與公開試鏡的數千名競爭者中脫穎而出。 |
| 強·沃特 Jon Voight                  | 老亨利·蕭 Henry Shaw Sr.              | 美國報業大亨，參議員小亨利·蕭和蘭登·蕭（Langdon Shaw）的父親:29。 | 沃特於2015年10月加盟劇組。 |
| 朗·帕爾曼 Ron Perlman               | 加納克 Gnarlack                       | 哥布林 ，是一位收藏家，擁有一家非法經營的夜店「盲豬」（The Blind Pig） | 帕爾曼於2015年10月加盟劇組。 |
| 強尼·戴普 Johnny Depp               | 蓋勒·葛林戴華德 Gellert Grindelwald   | 佛地魔崛起前史上最危險的黑巫師，曾是阿不思·鄧不利多的朋友。假扮葛雷夫混入美國魔法國會，企图揭穿魔法世界的存在，引起巫師與莫魔之間的矛盾及戰爭。                                                          | |
| 喬許·寇德瑞 Josh Cowdery            | 小亨利·蕭 Henry Shaw Jr.              | 美國參議員，老亨利·蕭的長子:29 | |
| 羅南·拉夫特瑞 Ronan Raftery         | 藍登·蕭 Langdon Shaw                  | 老亨利·蕭的么子:29 | |
| 柔伊·克拉維茲 Zoë Kravitz           | 莉塔·雷斯壯 Leta Lestrange            | 出現在紐特·斯卡曼德攜帶的照片中，是他的舊同学及好友。 | |
| 李·蓋爾                             |                                       | MACUSA的電梯服務員紅眼線。 | |

在《哈利波特》系列電影中飾演阿不思·鄧不利多的邁可·坎邦曾表示自己很想出演該片，希望自己能在片中飾演鄧不利多之父。

## 製作

### 籌拍
將書籍《怪獸與牠們的產地》以概念形式搬上大銀幕是製片人萊諾·威格拉姆的點子。威格拉姆原先打算將該片拍成紀錄片。製片計畫於2013年9月首次公布。該片為J.K.羅琳的編劇處女作。J·K·羅琳花了12天編寫劇本的草稿，並又花了3個星期的時間潤飾劇本。《哈利波特》系列電影的兩位老班底大衛·海曼與史提夫·克羅夫斯回歸擔任製片人:28。在艾方索·柯朗拒絕執導該片後，華納兄弟宣布大衛·葉慈將至少執導三部曲的第一部。羅琳表示，該片為哈利波特系列電影的衍生及前傳電影。

### 拍攝
該片的主體拍攝始於2015年8月17日，地點位在華納兄弟利維斯登工作室，並於2016年1月結束。片中有部分場景於倫敦取景。劇組花了18個星期在華納兄弟利維斯登工作室搭建整個紐約市社區的布景。劇組也打造了MACUSA的總部。羅琳希望MACUSA的總部能像哥德式建築伍爾沃斯大樓那樣。為了打造金坦姊妹的公寓的布景，劇組參考了商業圖書館和庫珀、休伊特與史密森尼設計博物館。2個月後，劇組移師到利物浦的聖喬治大廳拍攝，並將其布置成1920年代的紐約建築。強尼·戴普在工作室裡拍了兩天的戲。劇組為了拍攝該片還特別創作了片中的報紙。該片的特效部分由倫敦的特效公司Framestore負責。

### 設計與後期製作

#### 服裝與魔杖

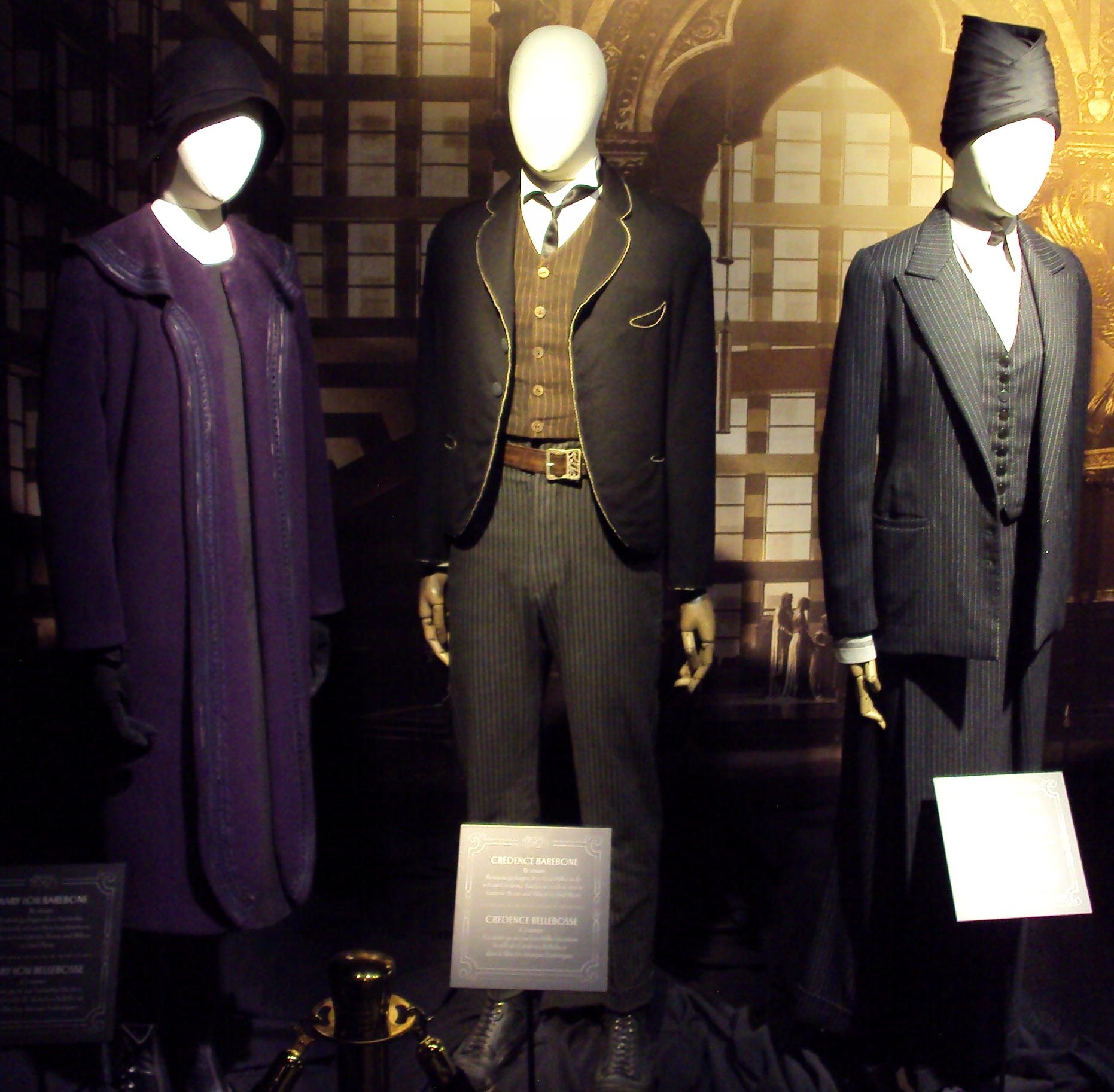
《怪獸與牠們的產地》中的服裝。

該片的服裝設計師由柯琳·艾特伍擔任。對於設計紐特的服裝，艾特伍表示「他必須融入現實世界，所以要巧妙呈現當時的服裝，但也要讓他的服飾有些不同，襯托他的特立獨行」，並說道「他是習慣荒野生活的角色，全身上下自然要適應這種需求」。瑞德曼表示，「紐特在片中穿的外套是該角的重要元素」。紐特在片中的魔杖握把是箭石（古代烏賊的化石）。概念設計師茉莉·索爾（Molly Sole）表示，「紐特非常敬重大自然，所以我們設計魔杖的握把時要表現出這一點」。用魔杖當雨傘的點子是由演員艾迪·瑞德曼發想的。艾特伍表示，「蒂娜的服裝有正氣師的元素，但她行事低調，於是我給她一件領子極大的大風衣，她可以豎起領子，隱藏自己」。蒂娜的魔杖為手工製的，有經過拋光。索爾稱蒂娜的魔杖「簡單誠實，正好符合蒂娜的個性」。艾特伍替奎妮·金坦設計了一件外套。艾特伍畫了圖案的設計，請人用絲線織出來。為了織出奎妮的服裝，織造人員用掉了9,000公尺的絲線。艾特伍說道，「奎妮的外套裡是女巫的洋裝，但有些1920年代的斜領剪裁，多點趣味變化」。
對於雅各·科沃斯基的服裝，艾特伍表示，「雅各沒錢，他只好買二手衣物，打扮得像樣些，但因為他的身材，二手西裝實在不太合身」。雅各的演員丹·富勒表示，「在紐約有嚴格的法律規定，我們（奎妮與雅各）是不能在一起的，這也是反映當時的種族歧視，J·K·羅琳巧妙描繪了當時的文化難題」。艾特伍為魁登斯·巴波設計的戲服上有些中美洲的神聖刺繡。艾特伍還設計了瑟拉菲娜·皮奎里首長的頭巾。在其中一幕裡，皮奎里身著雷鳥刺繡的禮服。艾特伍認為「那套衣服看起來會很怪」，因為「她身旁的那些正氣師都穿皮大衣和長褲」。於是，艾特伍設計了另一個褲裙的版本，讓她的「服裝剪裁更講究一些」。
波西瓦·葛雷夫有著和皮奎里造型類似的大衣。艾特伍想要「賦予葛雷夫權力感」，於是她決定刻意誇大葛雷夫的服飾。艾特伍讓葛雷夫穿著厚重的靴子和寬闊墊肩，讓他走黑白色系的文職風格。艾特伍表示，「我一向覺得主輪廓就是外套，他的外套必須能飄動，[…]我設計的外套非常時尚，但還是有很帥的下擺」。葛雷夫在片中只有兩種造型，一是穿著外套，二是沒穿外套。艾特伍運用較大的繭狀和斗篷狀造型來呈現出1920年代的服飾風格。她還運用了1920年代的鐘形女帽設計出較小的小尖頂版本。艾特伍認為，該帽子「有一點女巫的氛圍」，但「在街上看到有人這樣打扮時不會大喊有女巫，而是覺得有人戴了頂很酷的帽子」。她表示，「那是有年代味道的服飾，但是是有點傾向於魔法感覺的年代服飾」。

#### 奇獸
- 木精，長相類似樹枝的小型奇獸[48]:43。
- 爆角怪（Erumpent），大型奇獸，類似犀牛，爆角怪只在被激怒時才發起攻擊。它的角可以刺穿皮膚和金屬，裡面的致命液體可以讓任何被注入的物體爆炸。
- 玻璃獸（Niffler），小型奇獸，全身漆黑，鼻子很長，熱愛閃亮的物品[48]:43。
- 雷鳥，大型飛禽類奇獸，可以在飛翔時創造暴風雨[48]:43。
- 惡閃鴉（Swooping Evil），長相類似爬蟲類和蝴蝶的混合體[48]:43。
- 幻影猿（Demiguise），長相類似猩猩的奇獸，有隱身和預知的能力[48]:43。
- 兩腳蛇（Occamy），長相介於龍與鳥的奇獸[48]:43。

劇組致力於設計出「能讓觀眾相信牠真的是動物、不會太奇幻的奇獸」。劇組製作了許多木偶來模擬片中奇獸的動作。片中的木精經過數百種設計修改。爆角怪融合了牛、犀牛、野牛和河馬的特徵。為了設計玻璃獸，劇組研究了各種生物，如鼴鼠、鴨嘴獸、針鼴及蜜獾。雷鳥的靈感源自白頭海鵰。為了拍攝幻影猿道高的場景，劇組用攝影機玩了點花樣，呈現牠的偽裝或保護色。在後期製作中將奇獸加入片中的工作由帕布羅·格里羅負責。格里羅同時也設計了奇獸的動作。

## 音樂
參見：怪獸與牠們的產地：電影原聲帶
2016年4月9日，據報導，詹姆斯·紐頓·霍華將為該片譜寫配樂。同年10月24日，Pottermore發布由霍華作曲的首支官方主題曲。由約翰·威廉斯製作的早期電影主題曲也被納入主旋律中，如海德薇的主題曲。《怪獸與牠們的產地》的電影原聲帶於2016年11月18日由水塔音樂發布。

## 上映
《怪獸與牠們的產地》於2016年11月10日在美國紐約市的愛麗絲利音樂廳舉行全球首映禮，並於11月18日在英國及美國以2D、3D、IMAX和新4K Laser規格上映。全球共有1,028個IMAX大銀幕放映該片（美國和加拿大有388個，中國347個，日本26個，其他國家267個），使該片成為第二部在全球有超過1,000個IMAX大銀幕的電影（第一部則是《奇異博士》）。美國電影協會（MPAA）以片中有「一些打戲」為由將電影評為PG-13級，意味著片中含有部分家長可能認為不適合13歲以下觀眾觀看的內容，建議家長需特別注意。

## 迴響

### 評價
《怪獸與牠們的產地》獲得了多數影評人的好評。爛蕃茄上收集的347篇專業影評文章中，有256篇給出了「新鮮」的正面評價，「新鮮度」為74%，平均得分6.8分（滿分10分），該網站對電影的共識性評價寫道「《怪獸與牠們的產地》以《哈利波特》豐富的奇幻故事為基底，呈現出一部令人目眩神迷、同時建構出一系列電影的分拆電影」，而基於另一影評網站Metacritic上的50篇評論文章，其中33篇予以好評，2篇差評，15篇褒貶不一，平均分為66（滿分100），綜合結果為「普遍良好的評價」 。據CinemaScore進行的調查，觀眾的平均評價於A+至F間落於「A」。

### 票房
北美方面，此片估計能從首映週末獲得約6800萬至8500萬美元的票房，甚至還有人高估至1億美元。電影預計能於首映週末時，在全球的64個市場中收穫160至205萬美元。2016年11月17日，電影在9個國家、5,070個大銀幕中獲得690萬美元的票房。北美首映週末獲得的票房為7500萬美元，位居當週票房冠軍，但這卻是羅琳的《哈利波特》宇宙的電影中最低的成績。
中国大陆方面，首周三天取得2.83亿名列第一，最终票房5.88億人民币。
台灣方面，首日票房為新台幣1750萬元；首週四天票房為新台幣1.08億元；最終全台票房為新台幣3.09億元。
| 上一届： 《奇異博士》            | 2016年美國週末票房冠軍 第47週     | 下一届： 《海洋奇缘》                     |
| 上一届： 《比利·林恩的中場戰事》 | 2016年台北週末票房冠軍 第47-49週  | 下一届： 《歡樂好聲音》                   |
| 上一届： 《我不是潘金蓮》        | 2016年中国内地一周票房冠军 第48週 | 下一届： 《你的名字。》                   |
| 上一届： 《你的名字。》          | 2016年日本週末票房冠軍 第48-49週  | 下一届： 《怪物彈珠電影版：前往始源之地》 |
| 上一届： 《你的名字。》          | 2016年香港一週票房冠軍 第46-48週  | 下一届： 《鋼鋸嶺》                       |

### 榮譽
| 頒獎典禮             | 獎項                             | 入圍者                                    | 結果 |
| -------------------- | -------------------------------- | ----------------------------------------- | ---- |
| 第22屆評論家選擇獎   | 最佳藝術指導                     | 史都華·克雷格、詹姆斯·漢比奇和安娜·平諾克 | 提名 |
| 第22屆評論家選擇獎   | 最佳服裝設計                     | 柯琳·艾特伍                               | 提名 |
| 第22屆評論家選擇獎   | 最佳化妝                         | 《怪獸與牠們的產地》                      | 提名 |
| 第22屆評論家選擇獎   | 最佳視覺效果                     | 《怪獸與牠們的產地》                      | 提名 |
| 2016年青少年票選獎   | 電影選擇獎：最受年輕族群期待電影 | 《怪獸與牠們的產地》                      | 提名 |
| 標準晚報英國電影獎   | 剪輯獎                           | 《怪獸與牠們的產地》                      | 獲獎 |
| 華盛頓特區影評人協會 | 最佳藝術指導                     | 史都華·克雷格和安娜·平諾克                | 提名 |
| 第89屆奧斯卡金像獎   | 最佳美術設計                     | 史都華·克雷格和安娜·平諾克                | 提名 |
| 第89屆奧斯卡金像獎   | 最佳服装设计                     | 柯琳·艾特伍                               | 獲獎 |

## 續集
2014年10月，華納兄弟宣布電影將「至少」會是三部曲。第二部排定於2018年11月16日，第三部則定於2020年11月20日。葉慈證實，羅琳已在撰寫第二部電影的劇本，並有了第三部的想法。2016年10月，羅琳證實，該系列將擴大至五部電影。
2016年11月，透露強尼·戴普將於續集中參演。一個星期後，他所飾演的角色被證實是蓋瑞·葛林戴華德，該角已先於本集中短暫登場。電影上映的前一週，葉慈透露，他有望執導這五部電影。2017年4月，裘德·洛確認成為飾演年輕版鄧不利多的演員。
續集《怪獸與葛林戴華德的罪行》定於法國的巴黎拍攝。拍攝於2017年7月3日開始。

## 外部連結
- 互联网电影数据库（IMDb）上《怪獸與牠們的產地》的资料（英文）
- Box Office Mojo上《怪獸與牠們的產地》的資料（英文）
- Metacritic上《怪獸與牠們的產地》的資料（英文）
- 爛番茄上《怪獸與牠們的產地》的資料（英文）
- AllMovie上《怪獸與牠們的產地》的资料（英文）
- 開眼電影網上《怪獸與牠們的產地》的資料（繁體中文）
- 豆瓣电影上《怪獸與牠們的產地》的資料 （简体中文）
- 时光网上《怪獸與牠們的產地》的資料（简体中文）